# Anefo

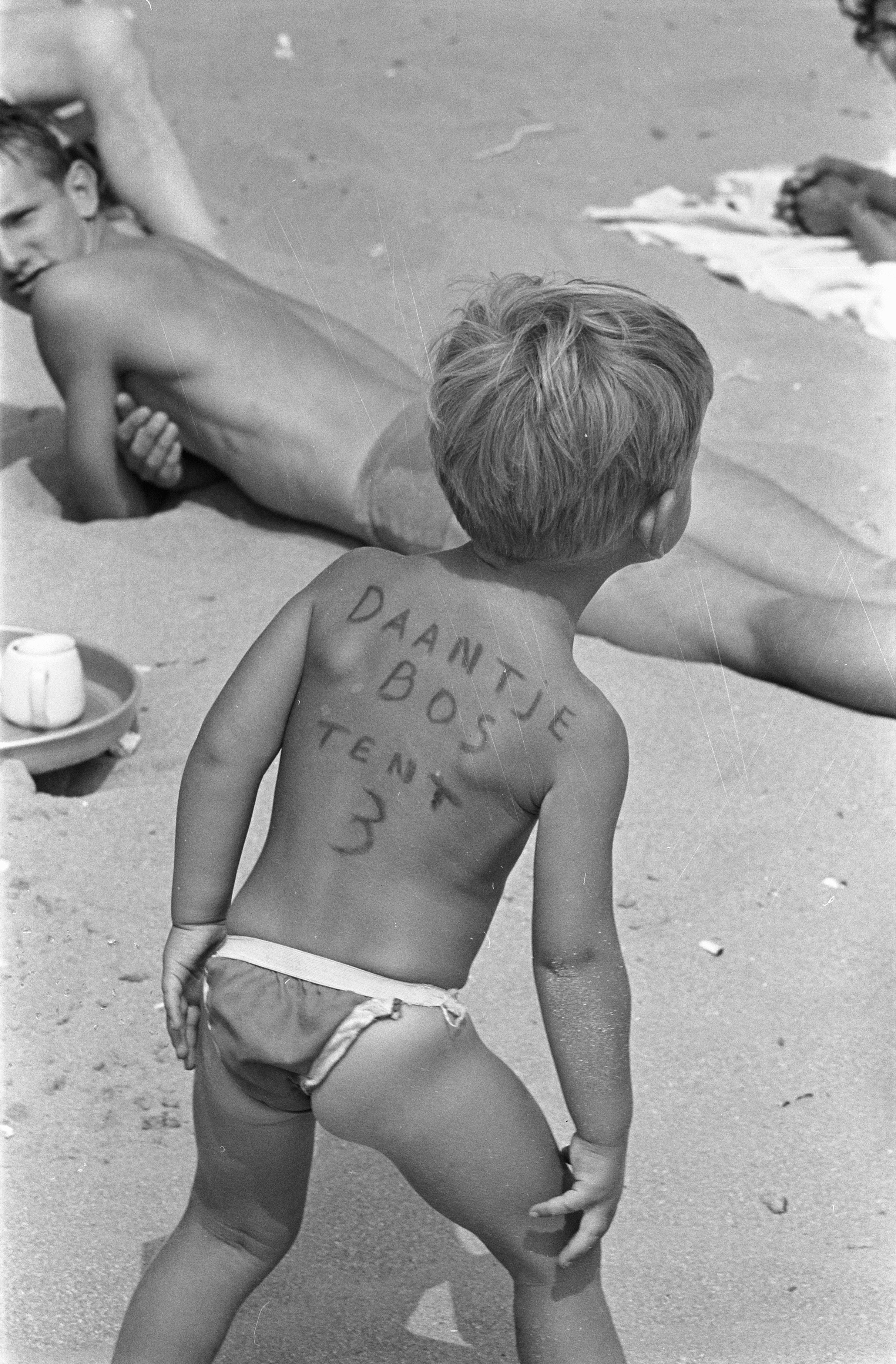
"Daantje Bos, stan č. 3", napsané rtěnkou na zádech chlapce na pláži Zandvoort v roce 1959. Dnes matky na záda či ruce svých dětí píší svá mobilní telefonní čísla. Fotografie z archivu ANeFo.

Algemeen Nederlandsch Fotobureau (Hlavní nizozemský fotografický úřad, nebo ANeFo) byla fotografická tisková agentura v Nizozemsku, která spolupracovala s Algemeen Nederlands Persbureau (ANP) a dalšími tiskovými agenturami až do svého zániku v roce 1989. Neměla by být zaměňována s ANP Photo, což je fotografické oddělení ANP.

## Historie
Agenturu Anefo založila v roce 1944 prozatímní vojenská vláda během 2. světové války. I když společnost vznikla jako vládní agentura, brzo po skončení války byla privatizována.
Účelem Anefo byla propagace pro vládu a vytvoření archivní dokumentace pro potřeby nizozemského tisku. Další organizace v Londýně Netherlands Government Information Service (Nizozemský vládní informační servis), dělal podobnou práci a obě organizace byly vzájemně propojeny.
Poté, co byla v září 1944 osvobozena Belgie, byla prozatímní vojenská vláda přesunuta do Bruselu a sní se stěhovala také nově vzniklá Anefo. Jakmile bylo osvobozeno Severní Nizozemsko, část Anefa se přestěhovala do Amsterdamu (i když v Bruselu zůstala aktivní až do prosince 1945).
Archivy Anefo Photo ve spolupráci s archivem Nationaal Archief poskytly Wikipedii pod licencí public domain v roce 2012 celkem asi 140 000 snímků z nizozemských zpravodajských zpráv od roku 1959 do 1989 pod licencí CC-by-SA. Snímky byly nahrány na úložiště obrázků Wikimedia Commons.

## Fotografové
Pro Anefo pracovala celá řada fotografů, mimo jiné: Emmy Andriesse, Marcel Antonisse, Herbert Behrens, Joop van Bilsen, Rob Bogaerts, Charles Breijer, F. N. Broers, Rob C. Croes, Hugo van Gelderen, Roland Gerrits, Theo van Haren Noman, Jan de Jong, Eric Koch, Ron Kroon, Henk Lindeboom, Ben Merk (Stříbrná kamera 1950), Rob Mieremet (Stříbrná kamera 1973), Jac. de Nijs, Daan Noske, Fernando Pereira, Hans Peters, Willem van de Poll, Harry Pot, Sem Presser, Koos Raucamp, Wim van Rossem, Koen Suyk, Bert Verhoeff (Stříbrná kamera 1984) nebo Sjakkelien Vollebregt.

## Galerie

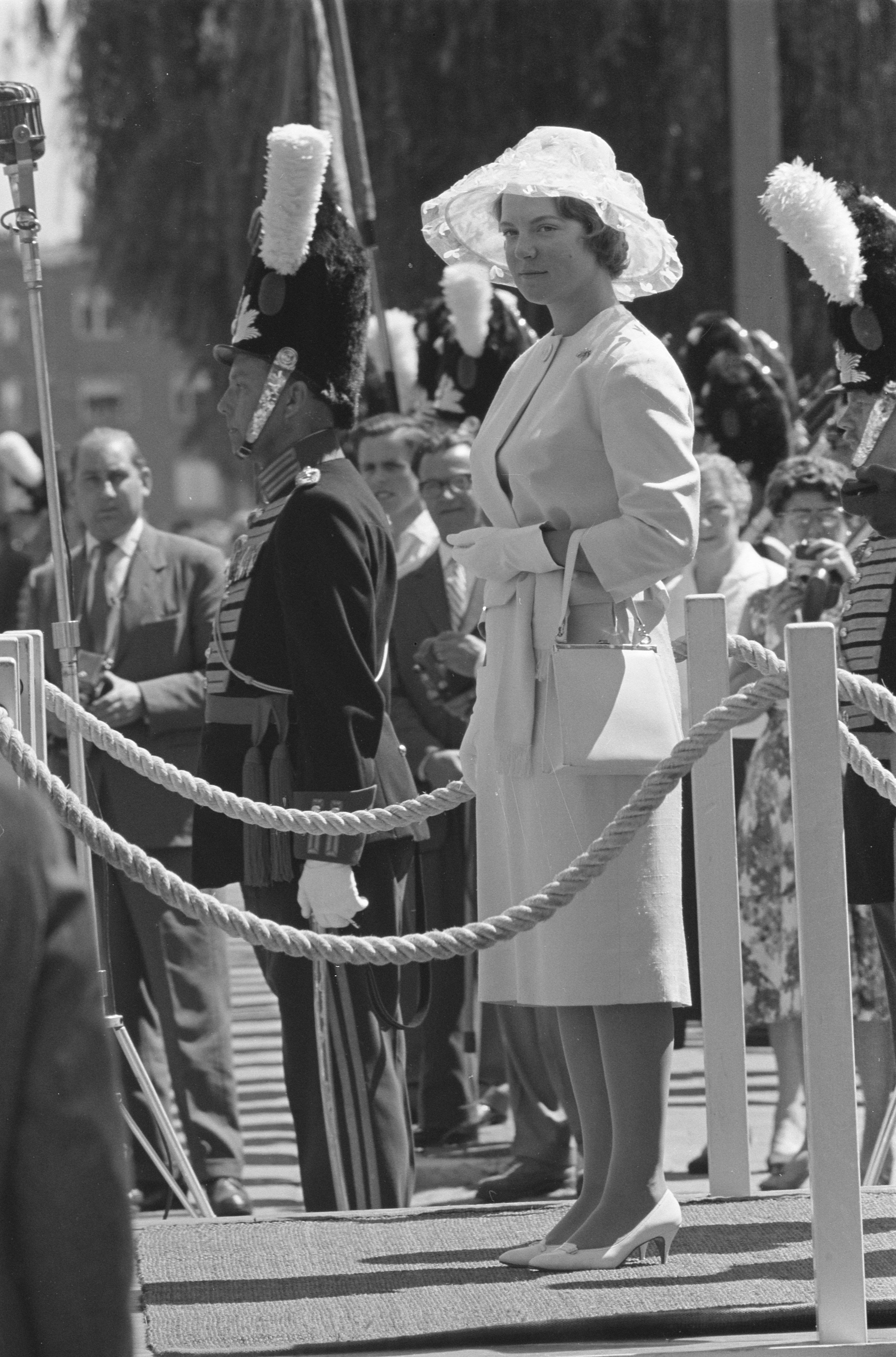
Princezna Irene, 1959
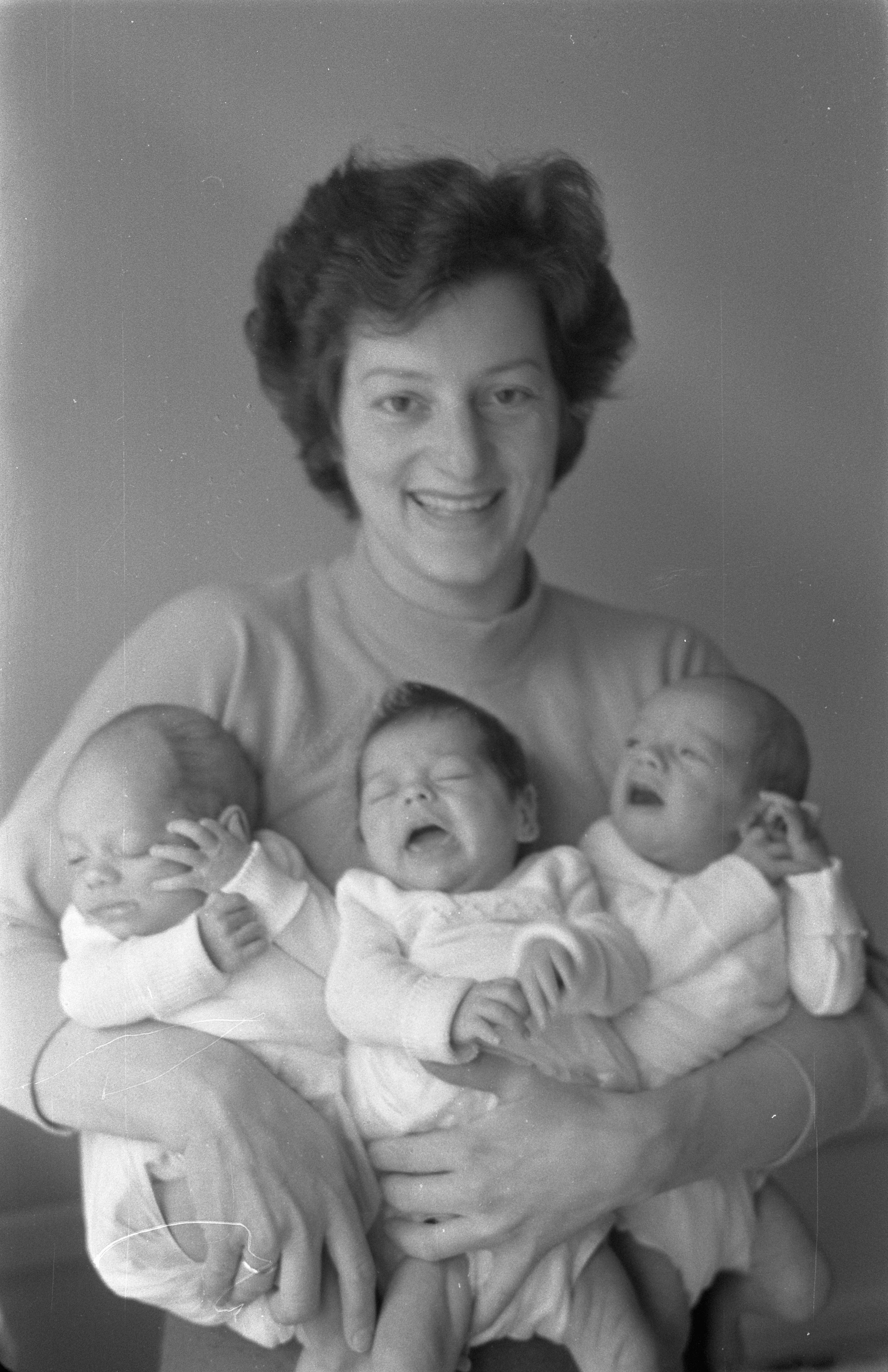
Paní Van Kalken Lieuwen, hrdá matka trojčat v Amsterdamu, 1960
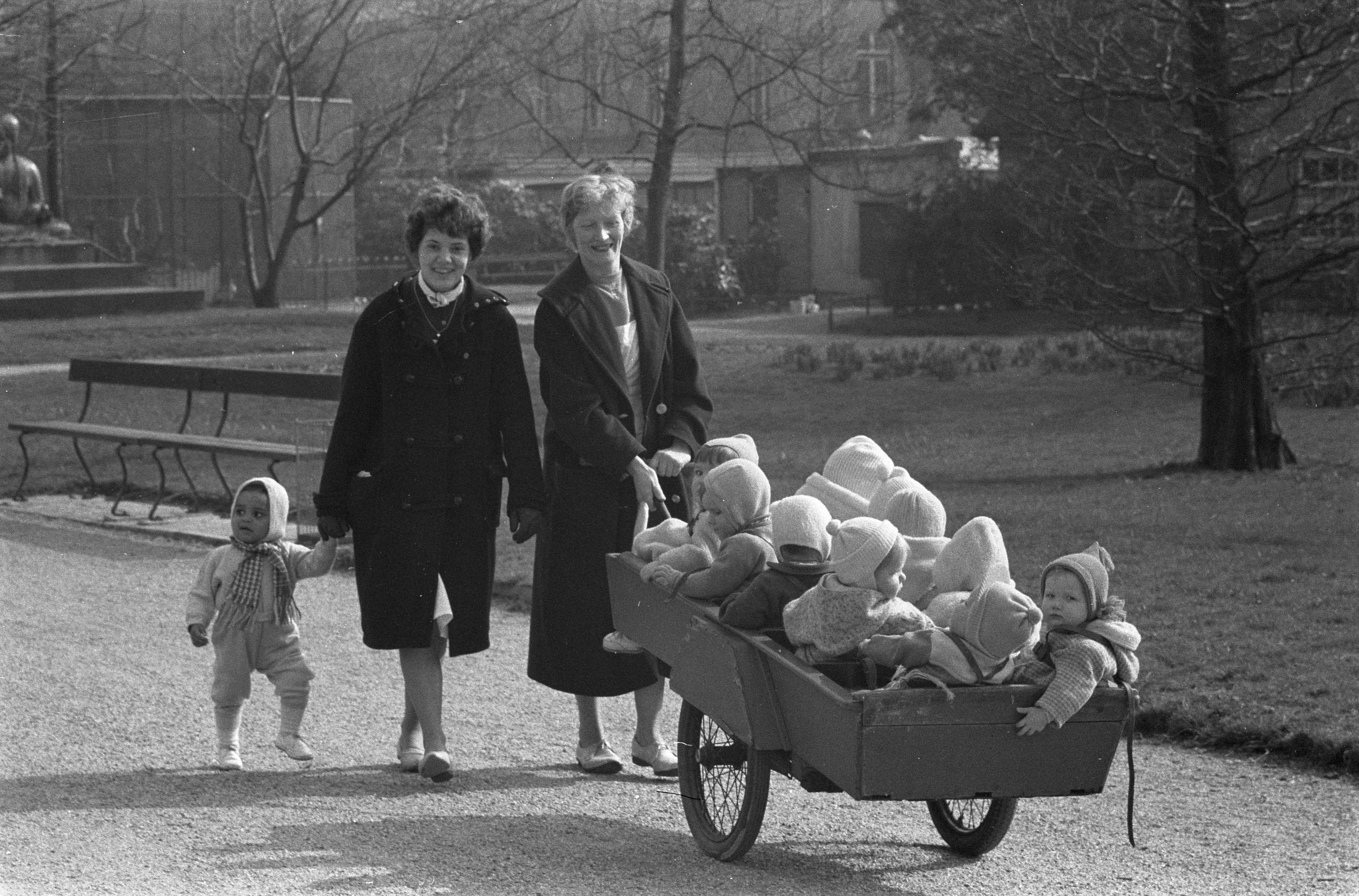
Děti v Artis, 28. března 1960
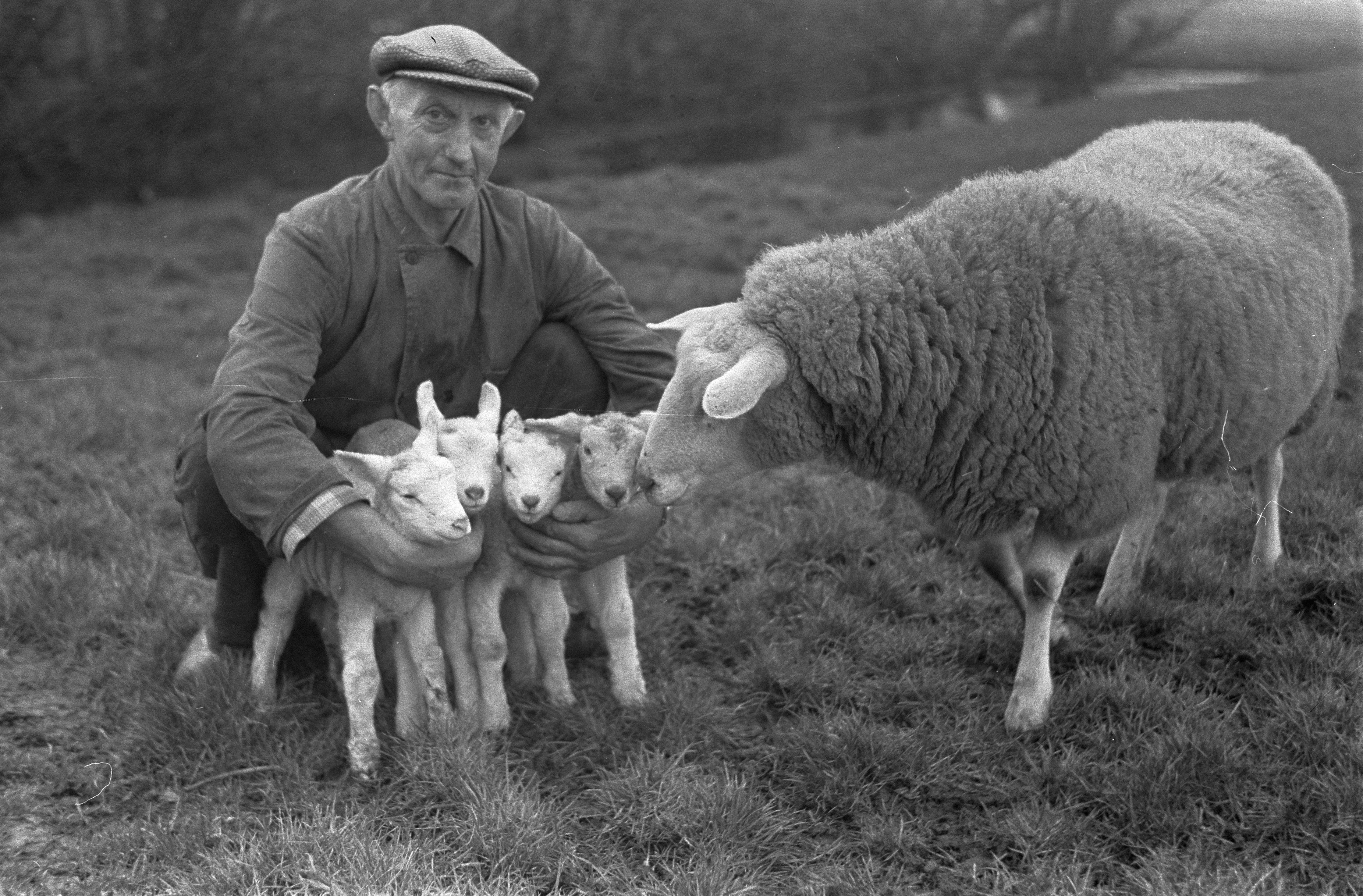
Chovatel ovcí, Loosduinen
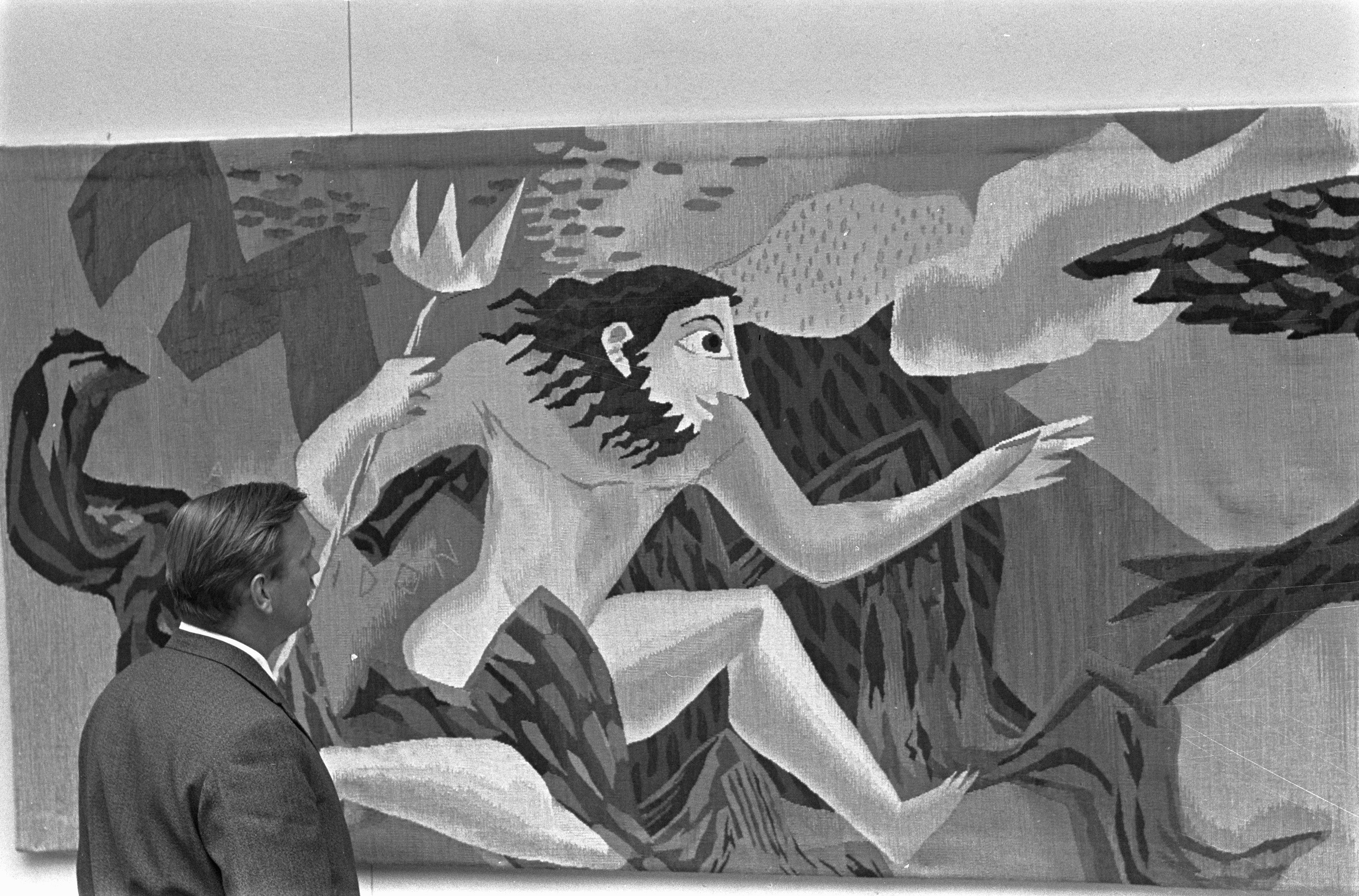
Výstava obrazů holandské malířky Gisèle van Waterschoot van der Gracht, 1959
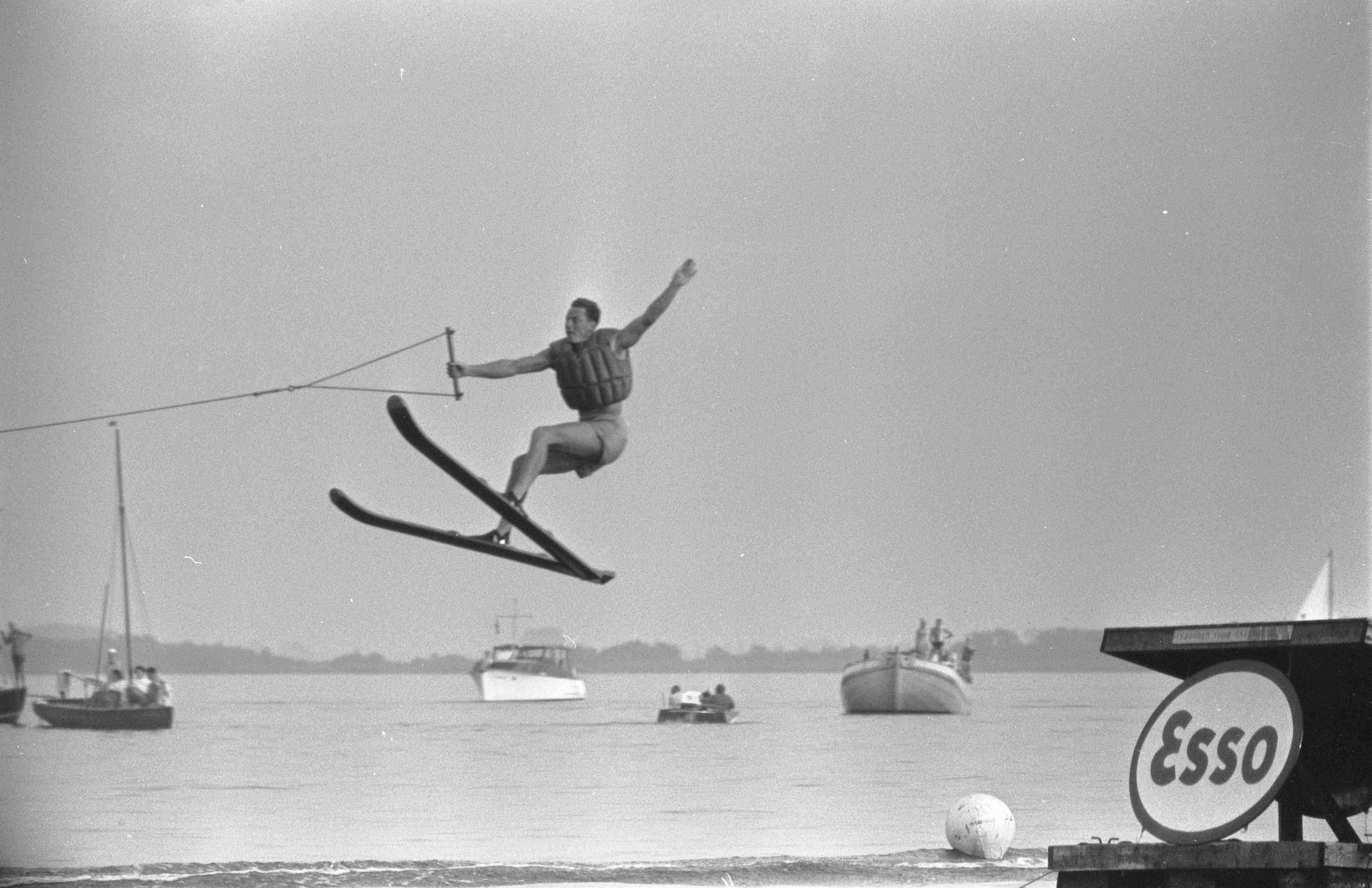
Vodní lyžování, Irsko, 1959
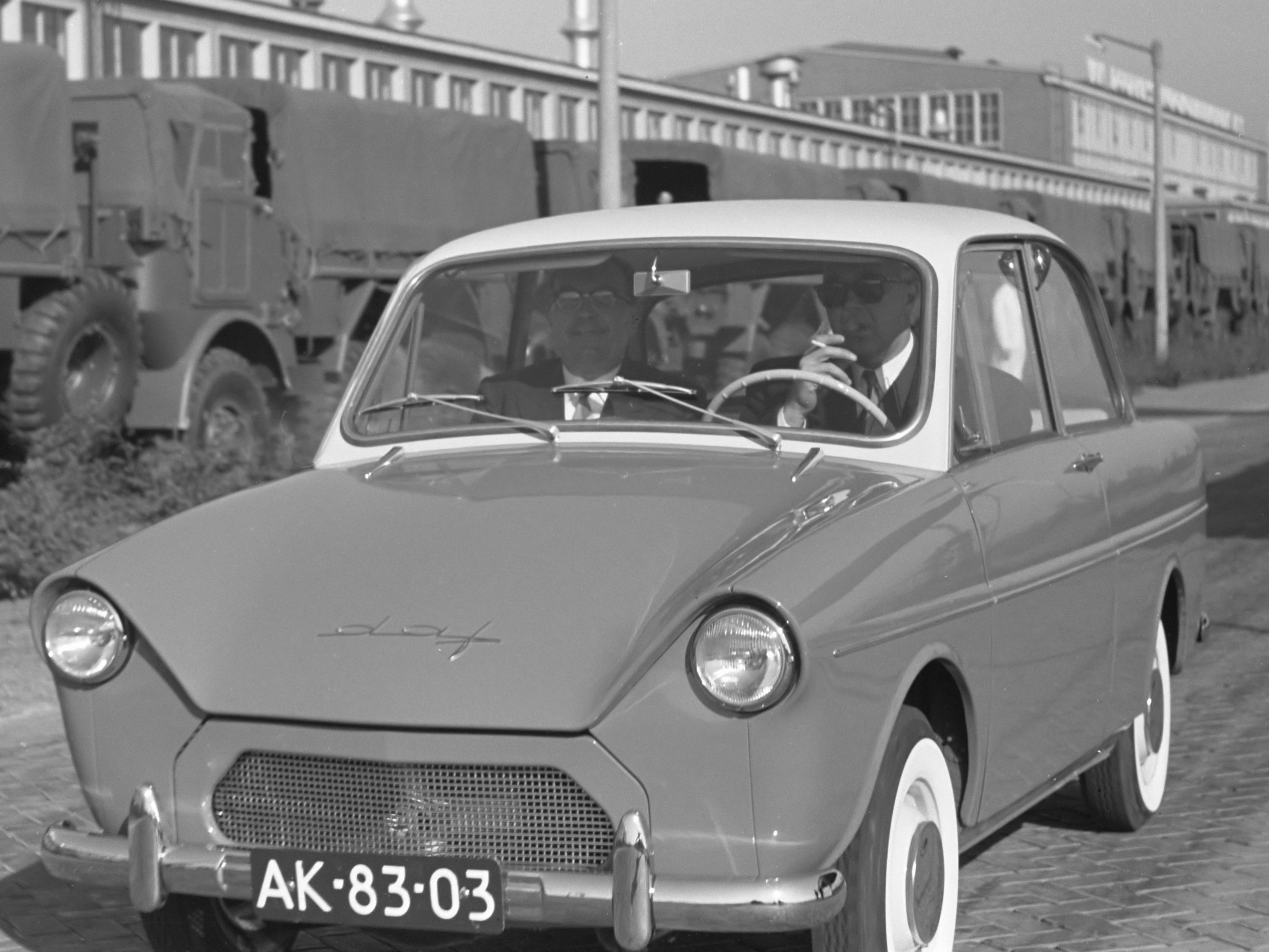
Švédský princ Bertil navštívil továrnu DAF a okusil zkušební jízdu, říjen 1959
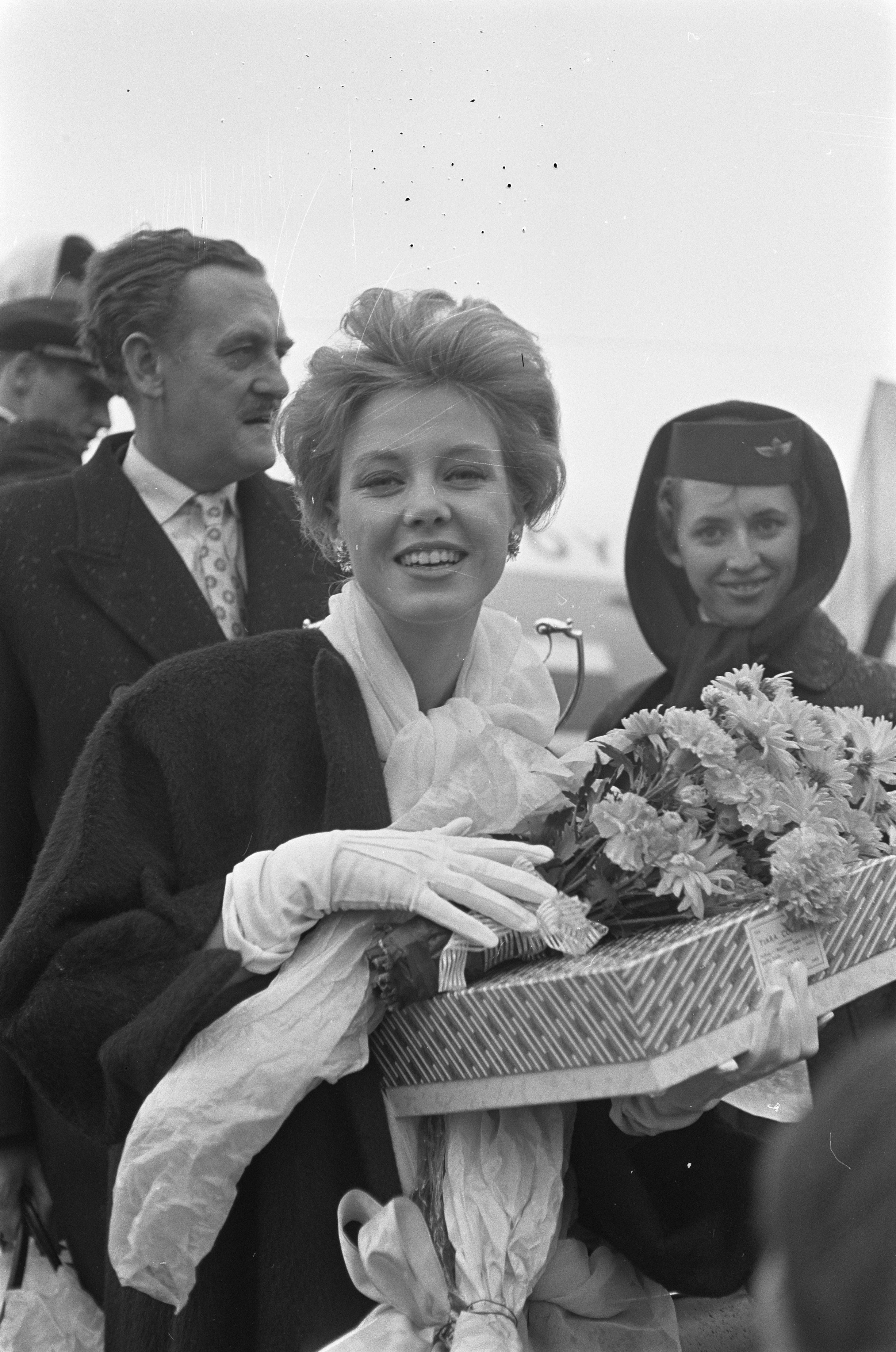
Přílet Miss World 1959 Corine Rottschäferové na letiště Schiphol v severním Nizozemsku, listopad 1959
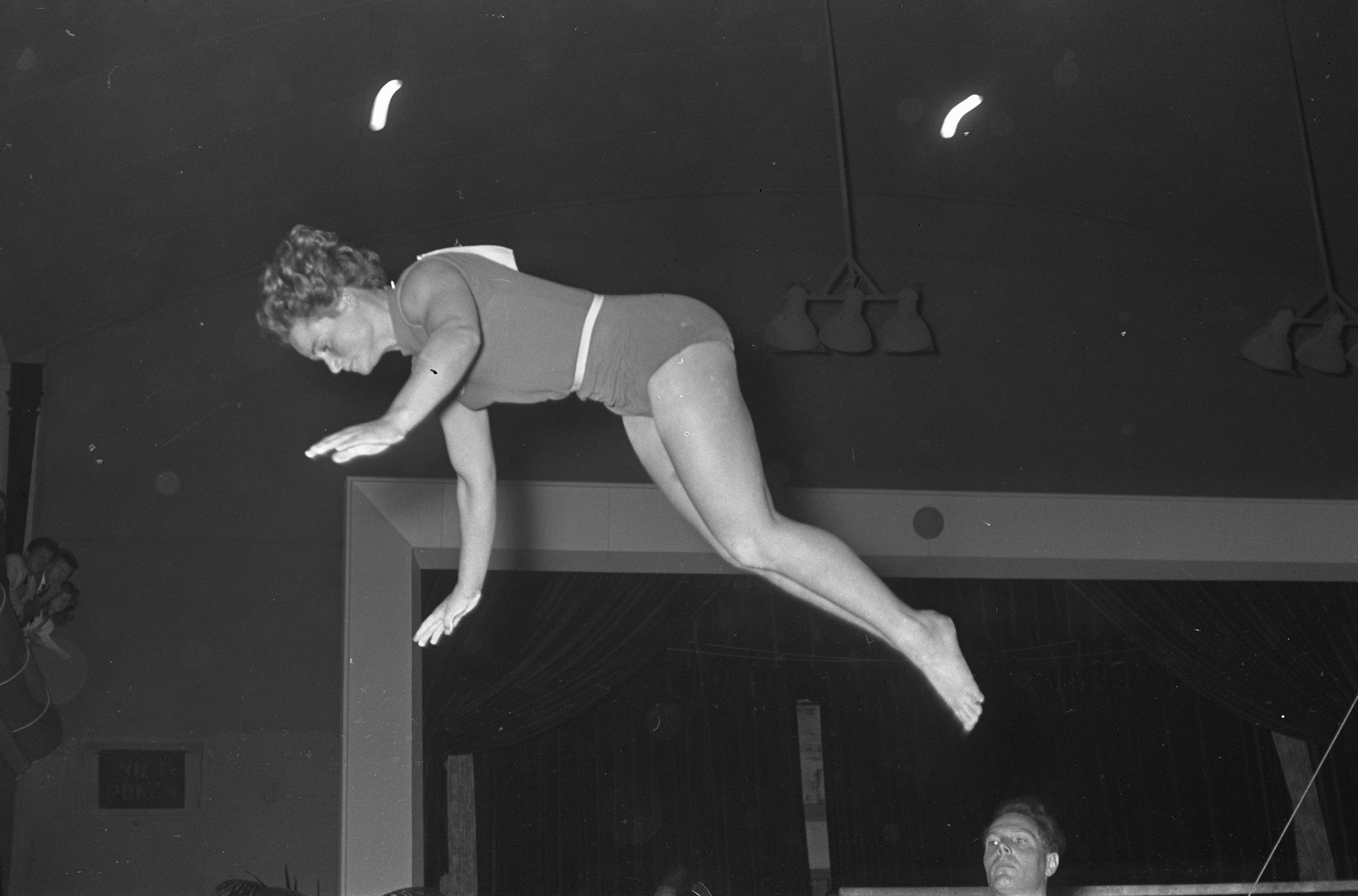
Mistrovství v gymnastice, Deventer, 1959
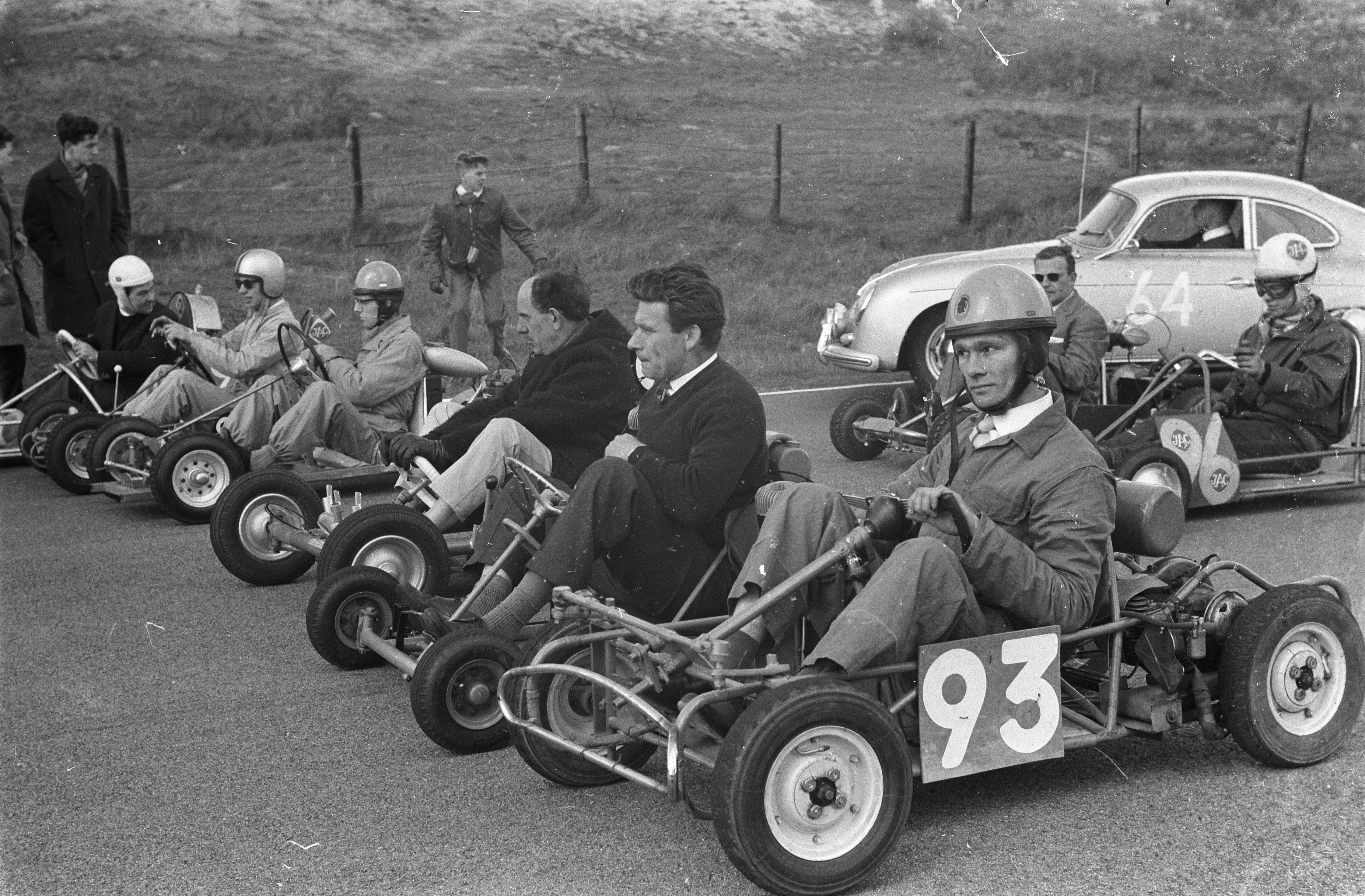
První závody motokár v Nizozemsku, Zandvoort, 18. dubna 1960
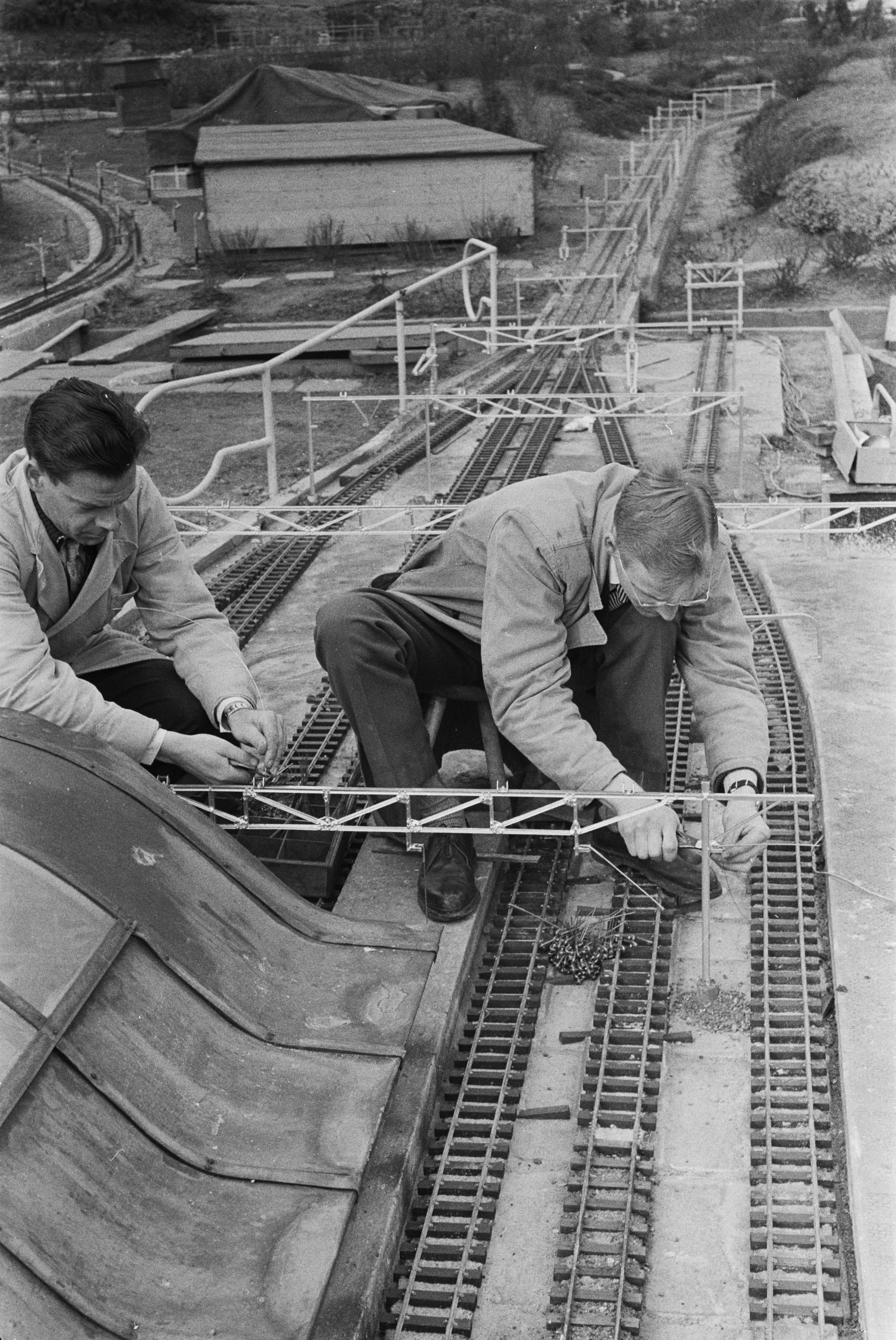
Model kolejiště
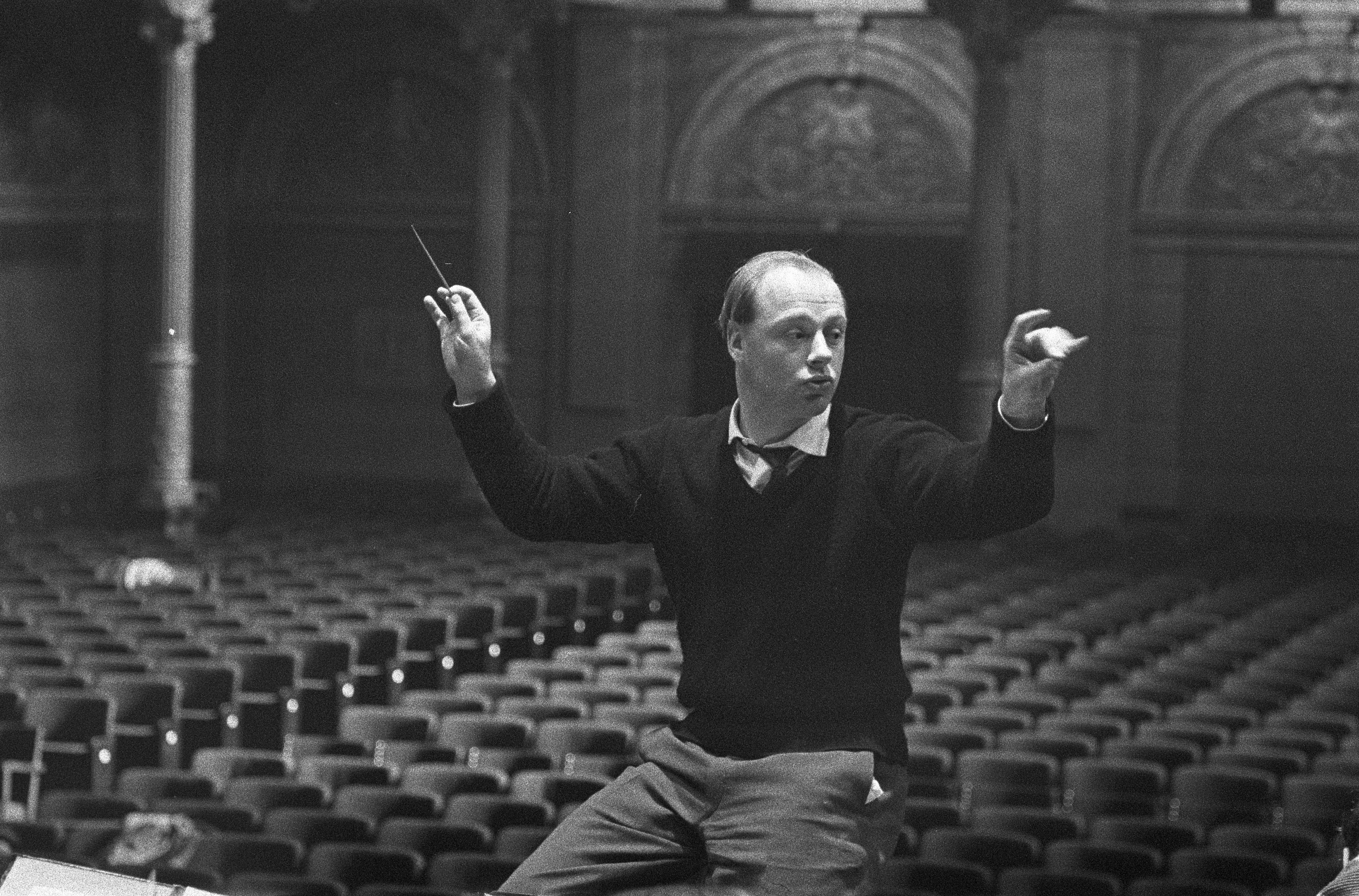
Bernard Haitink
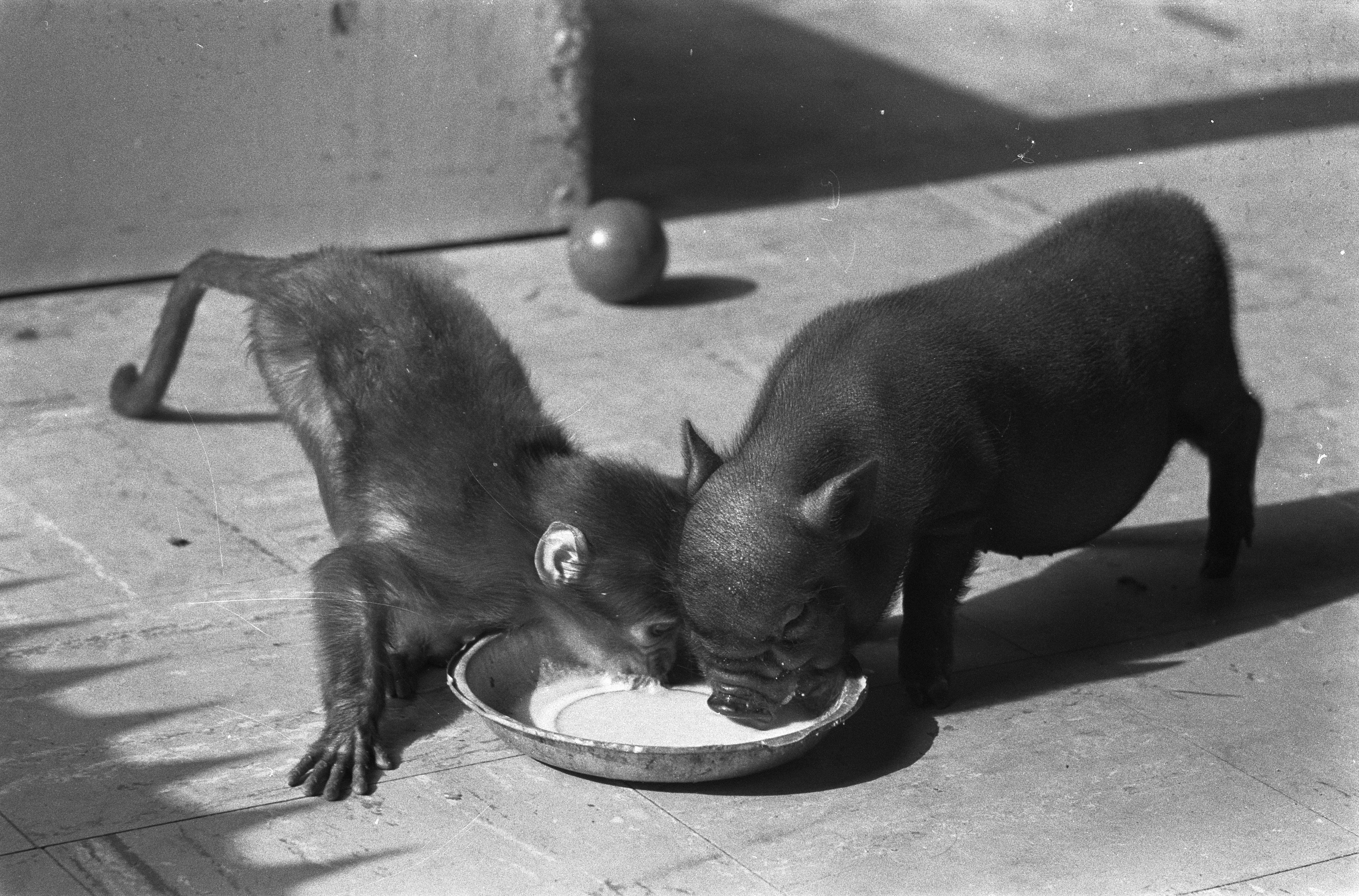
Prasátko s opicí pijí ze společné misky v zoologické zahradě, 1960
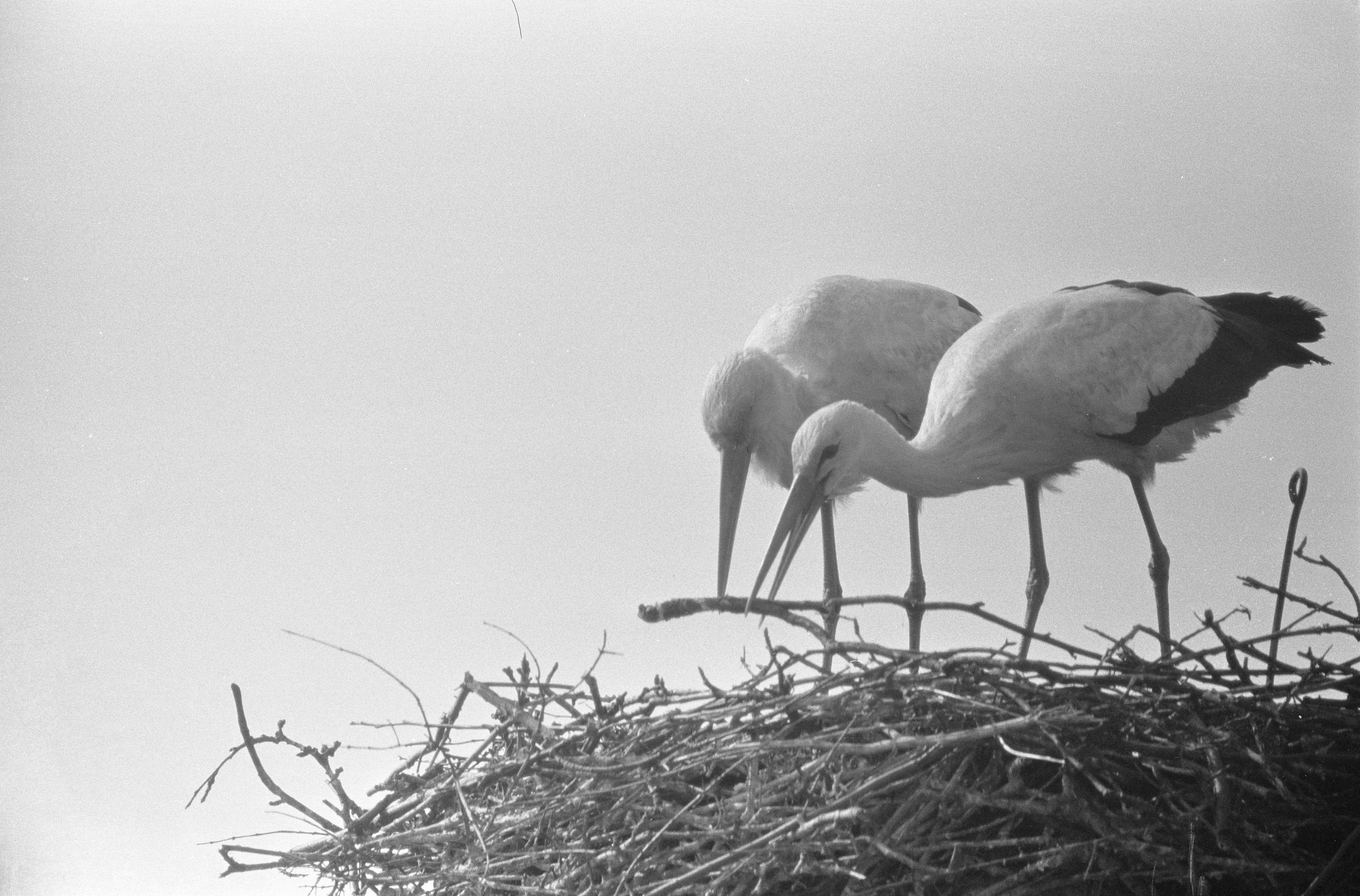
Čápi stavějící své hnízdo, Oudewater, 1960